# 中国民航296号航班劫机事件
中国民航296号航班劫机事件发生于1983年5月5日。一架编号为B-296的霍克薛利三叉戟型在从中国沈阳飞往上海途径大连上空时，被6名中国武装分子劫持，迫降于韩国春川附近的駐韓美軍基地佩奇营。事发之时，中华人民共和国和大韩民国没有建立外交关系。此次事件促成了两国建交前的首次官方良性接触，是双方关系的转折点。在之后的一系列偶发事件中，双方在处理或报道过程中相互敌意开始淡化，善意成分大大增加，为两国日后最终正式建立外交关系，打下了基础。

## 经过
1983年5月5日10时47分，中国民航沈阳管理局296号航班从沈阳机场起飞飞往上海。11时32分许，当飞机飞临大连上空左右，卓长仁等6名武装分子劫持該航班，要求飞机改变航线飞往韓國:107:822:234。遭到拒绝后，武装分子用手枪击伤驾驶员和报务员，并强迫飞机飞往韩国:382。当时飞机上共有105名乘客和9名机组人员。14时10分，被劫持的客机在韩国春川附近的佩奇营军用机场迫降。劫机事件发生后，中華人民共和国外交部发言人立即发表谈话，要求韩国当局“根据国际民航公约有关条款，立即将上述飞机连同全体机组人员和全体乘客交还中国民航，并将劫持飞机的罪犯交由中方处理”:107。卓长仁等6名劫机犯向韩国当局提出了允许他们前往台湾的请求:382。
事发当天，美国国务院副发言人龙伯格向记者通报了劫机事件的状况：两名受伤的机组成员正在美国陆军121医院接受治疗，99名乘客和机组成员得到释放，5男1女，共6名劫机者已被韩国当局拘留。他表示美韩双方合作，将基本按照《海牙公约》，进行适当处理:108。台湾世界反共联盟主席谷正纲当天致电韩国，声称此次劫机事件纯属政治事件，不应按照《海牙公约》来处理，并请求韩国将劫机者遣送台湾:234。中華民國政府立即组成了特别行动小组，随时准备赴韩协助谈判。中華民國驻韩国大使薛毓麒发表声明说此次劫机为“反共义士的投奔自由”。 5月6日，韩国政府发言人表示韩国将按照防止空中劫持和恐怖活动的国际协议精神处理此次劫机事件，并正在考虑中（共）韩直接谈判的建议。韩国民航局局长金彻荣则电复事先来电的中国民用航空局局长沈图，同意他来漢城（今首爾）处理相关事宜:109。
尽管韩国与中華人民共和国当时未建交，但韩国政府妥善地将被劫持客机上的机组人员和乘客安排在漢城近郊的喜来登大酒店住宿。酒店对遭遇劫机的中国大陸客人表示了热情的欢迎，还提供了高级的中国菜、韩国菜和日本菜。韩国交通部和大韩航空公司派高级技术人员对296号客机进行了检查和维修。5月7日，由沈图带领的中国民航工作组和机组成员一行，在漢城金浦机场受到了韩方超规格的铺红地毯隆重欢迎，并安排中國大陸代表团在新罗酒店下榻:109。当日下午4时10分，双方在新罗酒店举行了首次会谈。会谈结束后，沈图一行前往医院看望了受伤的机组人员，并在喜来登大酒店看望了其他机组人员和乘客:110。当天，韩方安排遭受劫机的中国客人游览了漢城，登上了南山塔，参观了百货公司和三星电子公司的工厂，所到之处都受到了韩方的热烈欢迎:111。
5月8日，双方达成协议：乘客、机组人员将于9日与代表团一起回国；被劫持的飞机待技术性问题得到解决后立即返还中国大陸；伤势严重的一名机组人员将留在韩国接受治疗后回国。双方分歧最大的是对劫机犯的处理。中方要求引渡，但韩方以“在各国的劫机事件中，没有过引渡犯人的先列”为由，拒绝了中方的要求:111。9日清晨，沈图在漢城发表了声明对韩方在处理此次劫机事件所提供的协助和便利表示感谢，同时表示6名罪犯在劫机前就是中国警方通缉的犯罪分子，应交还中方惩处，对韩方未能引渡劫机犯表示遗憾，并保留进一步交涉的权利:111-112:822。
在草拟备忘录时，中韩双方对签署人的官方身份问题上产生了新的分歧。原定9日返回的行程不得不被推迟了一天。韩方认为沈图是中共中央委员，为中華人民共和国政府的代表，中国民航总局局长是挂部长级官衔，因此双方应在中韩部长级的谈判备忘录中有所体现。而中方则坚持以两国民航之间的名义签署备忘录，无需使用两国国名。中方还曾建议在韩方保留的备忘录中使用韩国正式国名，而在中方带回去的备忘录中不使用韩国国名。但韩方以“无视谈判所在地”是“一个主权国家”为由拒绝了中方的提议。经中方代表与国内多次沟通后，双方最终于5月10日在新罗酒店举行了签署和交换备忘录的仪式。备忘录的签署人落款分别是“中华人民共和国中国民用航空总局局长沈图”和“大韩民国外务部第一次官孔鲁明”:112-113:383:271。当天下午，沈图一行与296号航班的99名乘客和8名机组成员搭乘B-2420号波音707专机返回了中国大陸。临别时，孔鲁明等韩国高级官员来到机场送行。临行前，沈图对记者发表了讲话，他对韩方对此次劫机事件给予的协助和照顾表示感谢，虽然双方对劫机犯的处理上存在分歧，但双方都同意这些罪犯应依法受到严惩:114。
双方还在此次对话中还涉及了关于中国-日本民航机飞跃韩国领空的问题。1983年8月，经过中国、韩国、日本和国际民航组织协商后，在济州岛以南东海海域上空、上海飞行情报区和福冈飞行情报区间设立飞跃仁川飞行情报区的“福江走廊”，由中国、日本航空管制机构直接指挥，使得中日间民航机无需向南绕行仁川情报区、被称为“尼克松航线”的路径。

## 对劫机犯的处理
1983年5月20日，韩国漢城地方检察院对6名劫机犯进行了正式的逮捕，并于6月1日以违反《飞机航行安全法》等罪名，对其提出起诉。依照《海牙公约》、《华沙公约》和韩国《飞机航行安全法》，通过暴力或威胁手段劫机者应被处以无期或7年以上的有期徒刑，对劫机时使人死伤者应处以死刑或无期徒刑。但在中華民國政府的干涉下，漢城地方刑事法庭於8月18日將主犯卓长仁的徒刑判為6年，其它的劫机犯则獲判5或4年徒刑。中華人民共和國遂对此表示不满。:114-115:383
1984年8月13日，韩国司法当局宣布假释6名劫机者，最後使6人離境前往台湾。次日，中華人民共和国外交部发言人对此发表声明，指韩方“进一步屈从台湾当局的压力，提前释放6名罪犯”、對此“极其不满和愤慨，并表示严正的抗议”。6名罪犯在台湾獲得“六义士”之稱號，享有相應待遇与风光。不过，卓长仁、姜洪军等投资地下投资公司失败后负债累累，1991年又在台湾绑架勒索、杀人越货。2001年，卓、姜二人在台湾土城看守所被执行枪决:115。

## 後續偶发事件
- 1983年8月7日，中国一架执行试飞任务的歼-7II战斗机从大连周水子机场起飞降落在漢城K16空军基地。韩方返还飞机，飞行员孫天勤則前往台湾。[1]:118
- 1983年9月1日，苏联战斗机击落大韩航空007号航班，269名乘客和机组人员全部遇难。240名受难乘客中有85名韩国人、27名日本人、23名台灣人、21名美国人、12名香港人、8名菲律宾人、2名泰国人和55名其它国籍的乘客。《人民日报》逐日发表对此事的各种消息，抨击苏联的霸权主义行径，并对受难者表示哀悼和同情[1]:115[11][12][13]。9月12日，美、韩等16个国家向联合国安理会提出决议草案要求联合国秘书长进行全面调查，强调应采用国际上一致同意的程序对入侵领空的行为做出反应，承认死难者家属有权要求给予适当赔偿。美、英、法等9国对决议投了贊成票；苏联和波兰投了否决票；中国、圭亚那、尼加拉瓜、津巴布韦4国投了弃权票。由于苏联动用否决权，此决议没能获得通过。中華人民共和国外交部在记者会上表示“这一事件关系到今后如何维护保障国际民航安全公认的准则”，赞成对此事进行调查，主张受难者家属有权要求赔偿。由于有关方面对事件仍有严重争执，故投弃权票。 [a][1]:116-117
- 1985年3月22日，中国人民解放軍海军3213號鱼雷快艇在参加军事演习后，艇上发生交火冲突，后飘入韩国小黑山岛水域，被一韩国渔船救起。3艘中国军舰为救援遇难鱼雷艇进入韩国海域。韩方态度克制，未酿成外交事件。遇难鱼雷艇上的船员被韩方送往医院治疗。3月28日，韩方将艇上19名人员和鱼雷艇返还给了中方。[1]:118
- 1985年8月25日，中国大陸一架轰-5轰炸机从山东青岛迫降到韩国全罗北道境内。经中韩双方交涉，韩方返还了领航员遗体和受伤的报务员，飞行员蕭天潤去了台湾。中国政府还赔偿了因坠机所造成的当地1名农民死亡和大片庄稼、河堤被毁的全部损失。[1]:118